# Jänkkä-Pietarijärvi
Jänkkä-Pietarijärvi är en sjö i Gällivare kommun i Lappland och ingår i Kalixälvens huvudavrinningsområde. Sjön har en area på 0,173 kvadratkilometer och ligger 486 meter över havet. Jänkkä-Pietarijärvi ligger i Lina fjällurskog Natura 2000-område.

## Delavrinningsområde
Jänkkä-Pietarijärvi ingår i det delavrinningsområde (749064-170712) som SMHI kallar för Ovan 749280-170972. Medelhöjden är 494 meter över havet och ytan är 10,08 kvadratkilometer. Det finns inga avrinningsområden uppströms utan avrinningsområdet är högsta punkten. Vattendraget som avvattnar avrinningsområdet har biflödesordning 2, vilket innebär att vattnet flödar genom totalt 2 vattendrag innan det når havet efter 298 kilometer. Avrinningsområdet består mestadels av skog (72 procent) och sankmarker (17 procent). Avrinningsområdet har 0,17 kvadratkilometer vattenytor vilket ger det en sjöprocent på 1,7 procent.